# Спас Георгиев (каратист)
Вижте пояснителната страница за други личности с името Спас Георгиев.
Спас Георгиев е български състезател по карате. Роден е на 26 юни 1975 г. в София. Загива при пътнотранспортно произшествие на 31 октомври 2009 г.
Спас Георгиев е петкратен първенец на България по карате и Балкански шампион. Той е двукратен световен студентски вицешампион през 1998 г. в Лил (Франция) и 2002 г. в Монтерей (Мексико). Става световен шампион по карате за 1999 г. в Токио (Япония) в стил „Йошинмон“. В същото първенство заедно с Веселин Шумантов и Борислав Иванов печелят бронзов медал в отборното състезание в дисциплината кумите (реален двубой).
През 2010 г. в София се провежда турнир по карате в памет на състезателя. Мемориалът е организиран от Българска национална федерация карате. Идеята на създателите е „Мемориал Спас Георгиев“ да е ежегодно събитие